# David Douche
David Douche, né le 5 janvier 1973 et mort le 8 décembre 2015, est l'interprète principal du film La Vie de Jésus de Bruno Dumont, récompensé par une Caméra d'or au Festival de Cannes 1997.

## Biographie
David Douche naît le 5 janvier 1973 à Calonne-sur-la-Lys dans le Pas-de-Calais. Avec ses deux frères, il est placé en 1980 dans une famille d'accueil à Bailleul, ses deux sœurs étant confiées à une autre nourrice. En 1991, il est militaire à Soissons. En février 1992, il rencontre Françoise Lefebvre, qui deviendra sa compagne, jusqu'à la fin de ses jours. Il travaille comme couvreur à partir de 1991,.
En 1996, il se présente au casting du film La Vie de Jésus. Bruno Dumont, natif de Bailleul, cherche pour son film des acteurs jeunes et non professionnels. David Douche habite alors à Bailleul chez un ami ; il a 24 ans.  Selon Dumont, le casting est d'abord « peu probant », le jeune homme « jouant faux », mais Douche obtient le rôle. Dumont qualifiera en 2015 son acteur de « tête de lard » mais dira aussi qu'il s'agit d'un « acteur de génie et dès le premier jour jusqu’à la fin »,. Le film est récompensé au Festival de Cannes, et l'acteur reçoit un prix d'interprétation en Sicile, mais décline les invitations pour rester avec Françoise.
Après le film, David Douche peine à retrouver une vie ordinaire, perd son emploi de couvreur. Son rôle dans La Vie de Jésus sera son unique participation au cinéma. Alors que Téchiné s'intéresse à lui, il est incarcéré à la prison de Loos en 1997 pour s'être battu avec des policiers. Il vit de petits boulots, puis devient SDF. Il parvient ensuite à retrouver une relative stabilité en s'installant à Hazebrouck dans un logement que lui loue la commune, mais vit toujours des allocations. Le 8 décembre 2015, David Douche et son épouse meurent ensemble dans l'incendie de leur appartement,,.